# Cap Bear- cap Cerbère
Cap Bear- cap Cerbère este o arie protejată (arie de protecție specială avifaunistică — SPA) din Franța întinsă pe o suprafață de 38.450 ha, integral marine.

## Localizare
Centrul sitului Cap Bear- cap Cerbère este situat la coordonatele 42°31′01″N 3°16′36″E / 42.51694°N 3.27667°E.

## Înființare
Situl Cap Bear- cap Cerbère a fost declarat arie de protecție specială avifaunistică în octombrie 2008 pentru a proteja 13 specii de animale.

## Biodiversitate
Situată în ecoregiunea mediteraneană, aria protejată nu include niciun habitat protejat.
La baza desemnării sitului se află mai multe specii protejate de  păsări (13): alca (Alca torda), Calonectris diomedea, Catharacta skua, cufundar polar (Gavia arctica), Larus audouinii, rață neagră (Melanitta nigra), sula bassana (Morus bassanus), Phalacrocorax aristotelis, Puffinus puffinus mauretanicus, Puffinus yelkouan, Rissa tridactyla, lup de mare mic (Stercorarius parasiticus), chiră de mare (Sterna sandvicensis).
Pe lângă speciile protejate, pe teritoriul sitului au mai fost identificate 1 specie de păsări.